# Batteria (guerra)

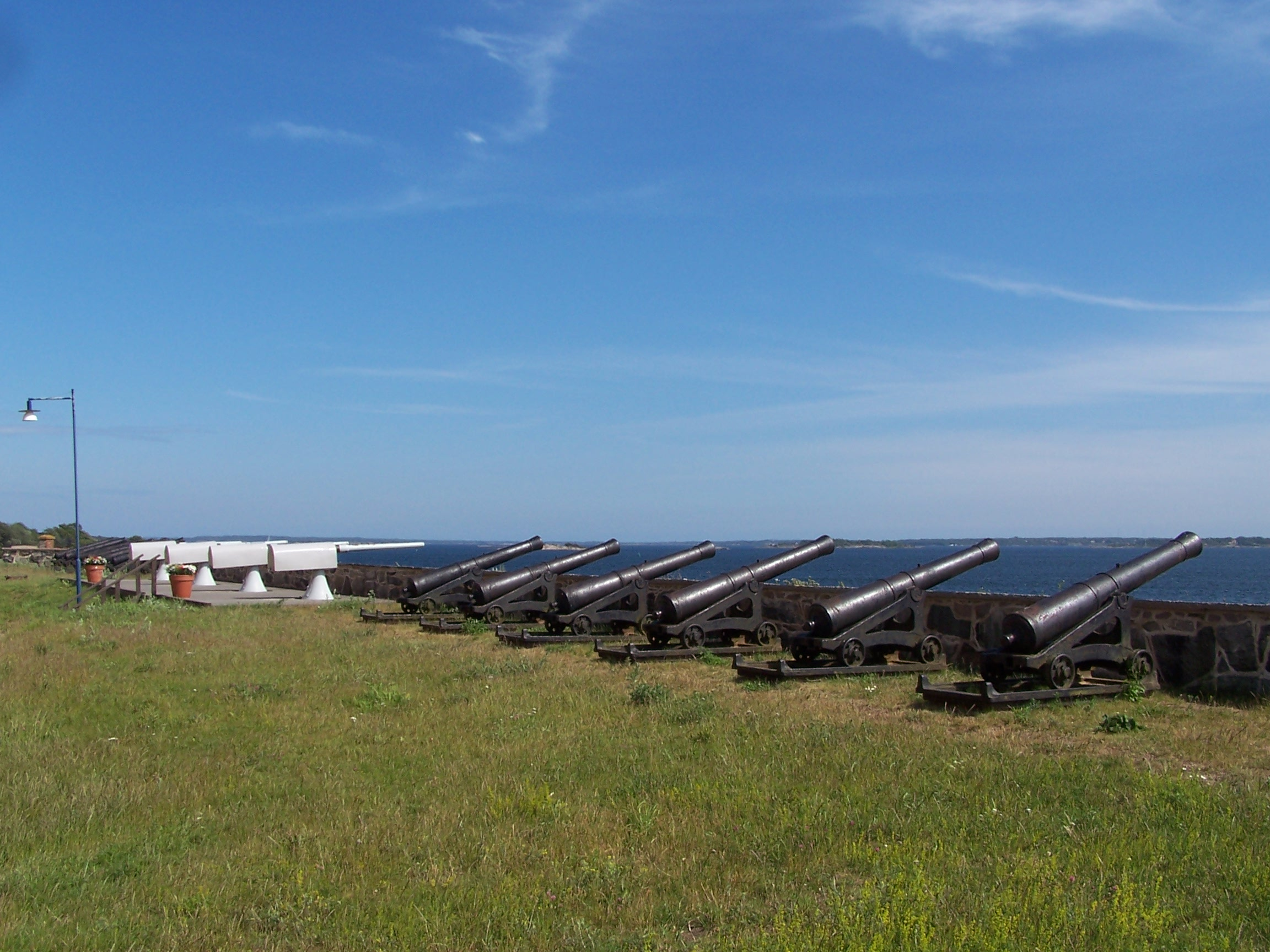
Batteria di cannoni nel porto navale di Karlskrona, in Svezia

La batteria è, nel linguaggio militare, un tipo di unità di artiglieria.

## Descrizione
La batteria è composta in genere da quattro o più bocche di fuoco di sorta (ad esempio bombarde, obici, mortai eccetera). Esistono anche batterie con due sole bocche di fuoco, benché siano più rare. Le batterie si diversificano per tipologia e possono essere in alcuni casi smontabili. La Treccani le suddivide in più categorie, quali quelle da campagna, da montagna, pesanti campali, pesanti, contraeree e controcarro.
I soldati che operano in una batteria si occupano della ricarica dei proiettili, della mira e la localizzazione di bersagli nemici.